# Ludwig Haetzer
Ludwig Haetzer (Bischofszell, Thurgau, 1500 — Constança, 4 de fevereiro de 1529) foi líder anabatista alemão, matriculou-se na Universidade de Basileia porém jamais conseguiu um grau acadêmico. Teve uma educação humanística, pois em 1523, já dominava os três idiomas clássicos: hebraico, grego e o latim. Depois de concluir seus estudos por volta de 1520, tornou-se pastor em Constança, que era a sede do bispo. Mais tarde, tornou-se capelão em Wädenswil, perto do Lago Zurique, região que foi politicamente anexada à Zurique. Em 1523, deixa este cargo e vai para Zurique. O motivo desta mudança foi provavelmente sua inclinação pelo movimento da Reforma.
Ele escreveu um artigo contra o uso de imagens de adoração, traduziu para o latim textos evangélicos relativos à conversão dos judeus, e junto com Hans Denck, traduziu os profetas da Bíblia para o alemão, obra publicada em 13 de abril de 1527, tendo também escrito um opúsculo desencorajando o uso do álcool. Haetzer considerava Jesus como um líder e professor, sem as características divinas e não como objeto de adoração, portanto ele era um antitrinitário e talvez unitariano.
No conselho de Zurique de 17 de janeiro de 1525 ele, junto com Wilhelm Reublin (1480-1559), Johannes Brötli (1494-1528) e Andreas Castelberger (1500-1531) foram expulsos da cidade como pessoas não gratas. De Zurique ele foi para Constança, onde o bispo estava engajado numa luta contra o conselho, que defendia a reforma. Haetzer estava entre os clérigos que no dia 29 de abril de 1525 fizeram o juramento de obediência ao conselho. 
Haetzer participou do Sínodo dos Mártires em Augsburgo. Ele foi executado pelo seu radicalismo anabatista por decapitação em Constança, no dia 4 de fevereiro de 1529, acusado tecnicamente de adultério. Composto e tranquilo caminhou até o local da execução, o mesmo onde Jan Huss havia morrido, advertindo os presentes com seu discurso comovedor. Inesperadamente, sua cabeça pende sob a espada do executor. Thomas Blarer (1499-1567), conselheiro de Constança, descreve seus últimos momentos numa carta a Wilhelm von Zell, amigo de Haetzer.  Haetzer foi também um notável autor de hinos, suas composições tiveram boa aceitação dentro da hinologia anabatista. 

## Obras
- Ein urteil gottes unsers ee gemahels, wie man sich mit allen götzen und bildnussen halte sol usz der heiligen gschrifft gezoge. Zürich 24 de setembro 1523.
- Acta oder Geschicht, wie es uff dem Gesprech […] in der christenlichen Statt Zürich […] ergangen ist. Anbetreffend die Götzen und die Mess. Zürich 1523.
- Samuel Marochitanus: Ain Beweisung, das der war Messias komen sey, des die Juden noch on ursach zuokünftig sein warten (Übersetzung und Vorrede). Augsburg 1524.
- Ein Urteil Gottes Unsers Eegemahels, Wie Man Sich Mit Allen Götzen und Bildnussen Halte Sol, Uss Der Heiligen Gschrifft Gezogë - 1524
- Ain Beweisung, Das Der War Messias Kōmen Sey, Des Die Juden Noch on Ursach Zůkünfftig Sein, Wartē - 1524
- Das Neü Testament. - 1524
- Von den evangelischen Zechen und von der Christen Red auss hailiger Geschrifft. Augsburg 1525.
- Von den Evangelischen zechen, Und von der Christen red ... - 1525
- Das Dritte Teyl Des Alten Testaments. [Job-Song of Solomon. Translated by M. Luther.] Der Psalter Von Neüem Durch D. Martin Luther Geendert Vnnd Gebessert, Etc. (Alle Propheten Nach Hebreischer Sprach Verteutscht [by Ludwig Haetzer und Hans Denck].) - 1527
- Alle Propheten nach hebraischer Sprach verteutscht (Übersetzung zusammen mit Hans Denck). Worms ab 1528.
- Theologia, teutsch. Newlich mit grossem fleiß corrigirt und gebessert. Etliche hauptreden, eynem ieden schüler Christi wol zu studieren (Bearbeitung). Worms 1528.
- Alle Propheten Nach Hebraischer Sprach Verteütschet - 1528
- Ἀνεκδοτα Quædam
- Eine kurze wohlgegründete Auslegung der zehn nachgehenden Episteln S.Pauli, erstlich im Latein durch Johannes Bugenhagen aus Pommern, Bischof zu Wittenberg, geschrieben und von L. H. verdeutscht - 29 de junho de 1524